# Wanda Truszkowska

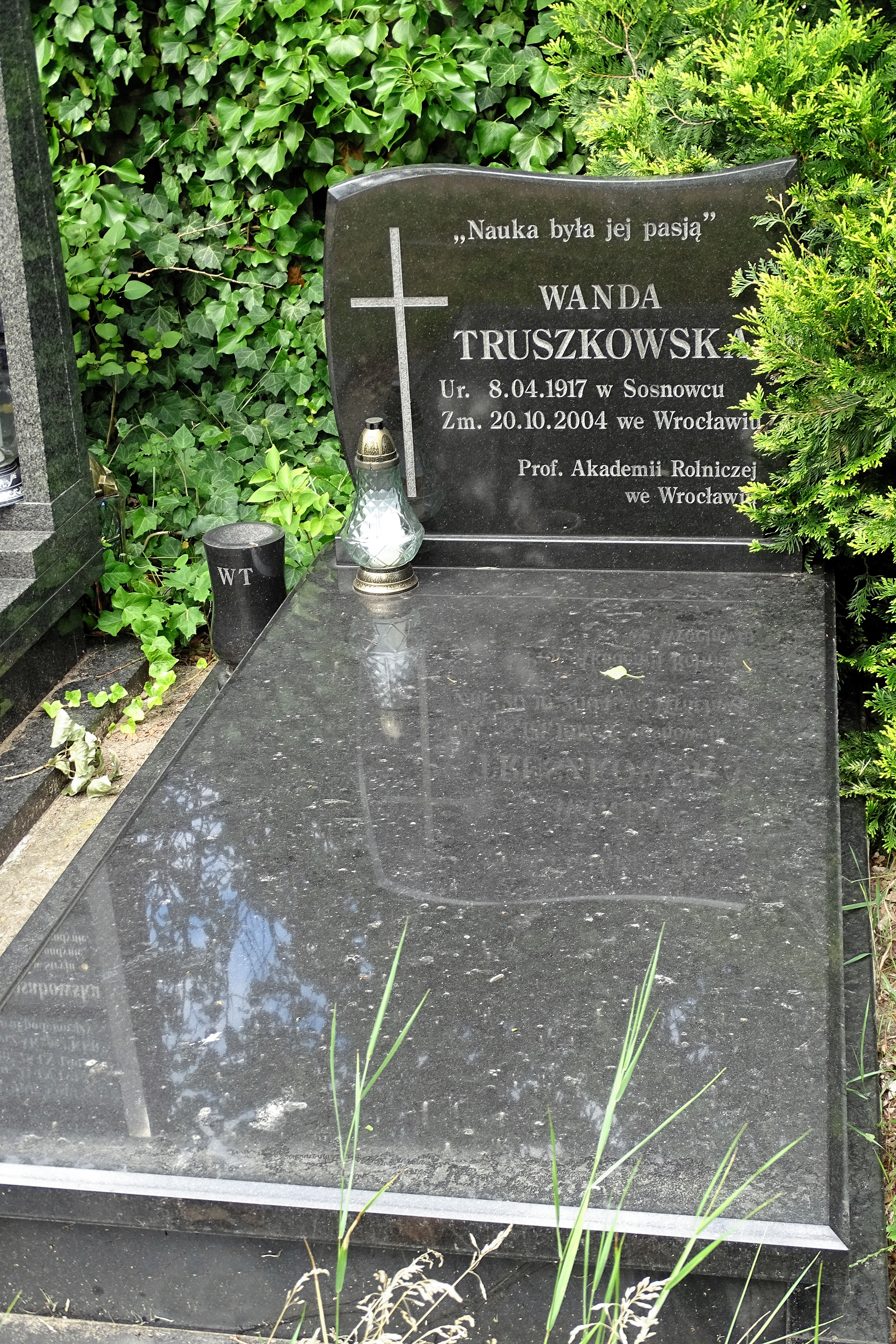
Grób prof. Wandy Truszkowskiej na cmentarzu przy ul. Smętnej we Wrocławiu

Wanda Truszkowska (ur. 8 kwietnia 1917 w Sosnowcu, zm. 20 października 2004 we Wrocławiu) – uczona polska, botanik, fitopatolog.
Ukończyła studia na Uniwersytecie Poznańskim w 1946, obroniła doktorat w 1950; od 1963 profesor nadzwyczajny, od 1973 profesor zwyczajny. Od 1946 związana z uczelniami wrocławskimi: była starszym asystentem na Uniwersytecie i Politechnice, pracownikiem oddziału wrocławskiego Państwowego Instytutu Naukowego Gospodarstwa Wiejskiego, adiunktem, docentem i profesorem (od 1963) na Wydziale Rolniczym Wyższej Szkoły Rolniczej (od 1972 Akademia Rolnicza we Wrocławiu), założycielką i wieloletnim kierownikiem Katedry Fitopatologii.
W pracy naukowej zajmowała się grzybami i ich występowaniem w warunkach naturalnych oraz w środowisku roślin uprawnych, szczególnie gatunkami patogenicznymi oraz towarzyszącym im saprofitami. Autorka ponad 100 publikacji, m.in.:
- Grzyby z rodzajów Pseudovalsa Mealuconis i Cryptospora występujące w Polsce (1976)
- Właściwości biotyczne Nigrospora oryzac (1988)
- Mikroflora jako czynnik ochrony pszenicy w zależności od warunków ekologicznych (1988)

Była członkiem towarzystw i organizacji naukowych: Polskiego Towarzystwa Botanicznego (1992 członek honorowy), Polskiego Towarzystwa Fitopatologicznego (1987 członek honorowy; członek Zarządu Głównego, przewodnicząca Oddziału Wrocławskiego), Wrocławskiego Towarzystwa Naukowego (przewodnicząca Wydziału Rolnego). Od 1990 związana z Unią Demokratyczną (następnie Unią Wolności). Została odznaczona Krzyżem Kawalerskim Orderu Odrodzenia Polski, Odznaką 1000-lecia Państwa Polskiego, Honorową Odznaką WSR w Lublinie; wyróżniona sześcioma nagrodami Rektora Akademii Rolniczej we Wrocławiu.